# Chris Larsen
Karl Christain (Chris) Larsen (ur.  1941, Kristiansand; zm. 24 czerwca 2014) – urodzony w Norwegii amerykański brydżysta, Senior Life Master (WBF).

## Wyniki brydżowe

### Zawody światowe
W światowych zawodach zdobył następujące lokaty:
| Mistrzostwa Świata. Konkurencja teamów | Mistrzostwa Świata. Konkurencja teamów | Mistrzostwa Świata. Konkurencja teamów | Mistrzostwa Świata. Konkurencja teamów | Mistrzostwa Świata. Konkurencja teamów | Mistrzostwa Świata. Konkurencja teamów |
| Rok                                    | Miejsce                                | Zawody                                 | Kategoria                              | Drużyna                                | Pozycja                                |
| -------------------------------------- | -------------------------------------- | -------------------------------------- | -------------------------------------- | -------------------------------------- | -------------------------------------- |
| 2002                                   | Montreal                               | 11. Mistrzostwa Świata                 | Open                                   | Freed                                  | 65                                     |
| 2002                                   | Montreal                               | 11. Mistrzostwa Świata                 | Seniorzy                               | Freed                                  | 2                                      |
| 2001                                   | Paryż                                  | 35. Mistrzostwa Świata Teamów          | Trans                                  | Freed                                  | 26                                     |
| 2001                                   | Paryż                                  | 35. Mistrzostwa Świata Teamów          | Seniorzy                               | USA 2                                  | 1                                      |
| 1998                                   | Lille                                  | 10. Mistrzostwa Świata                 | Open                                   | Gunnell                                | 33                                     |
| 1994                                   | Albuquerque                            | 9 Mistrzostwa Świata                   | Open                                   | Freed                                  | 33                                     |
| 1990                                   | Genewa                                 | 8. Mistrzostwa Świata                  | Open                                   | Freed                                  | 9                                      |

| Mistrzostwa Świata. Konkurencja par | Mistrzostwa Świata. Konkurencja par | Mistrzostwa Świata. Konkurencja par | Mistrzostwa Świata. Konkurencja par | Mistrzostwa Świata. Konkurencja par | Mistrzostwa Świata. Konkurencja par |
| Rok                                 | Miejsce                             | Zawody                              | Kategoria                           | Partner                             | Pozycja                             |
| ----------------------------------- | ----------------------------------- | ----------------------------------- | ----------------------------------- | ----------------------------------- | ----------------------------------- |
| 2010                                | Filadelfia                          | 13. Mistrzostwa Świata              | Open                                | Wafik Abdou                         | 136                                 |
| 2002                                | Montreal                            | 11. Mistrzostwa Świata              | Seniorzy                            | Joseph Kivel                        | 7                                   |
| 1994                                | Albuquerque                         | 9. Mistrzostwa Świata               | Miksty                              | Kay Larsen                          | 6                                   |
| 1990                                | Genewa                              | 8. Mistrzostwa Świata               | Miksty                              | Kay Larsen                          | 27                                  |
| 1990                                | Genewa                              | 8. Mistrzostwa Świata               | Open                                | Kay Larsen                          | 39                                  |

## Klasyfikacja
- Chris Larsen – klasyfikacja WBF (ang.)